# Fratta Polesine
Fratta Polesine is een gemeente in de Italiaanse provincie Rovigo (regio Veneto) en telt 2756 inwoners (31-12-2004). De oppervlakte bedraagt 20,9 km², de bevolkingsdichtheid is 132 inwoners per km².
De volgende frazioni maken deel uit van de gemeente: Paolino, Ramedello.

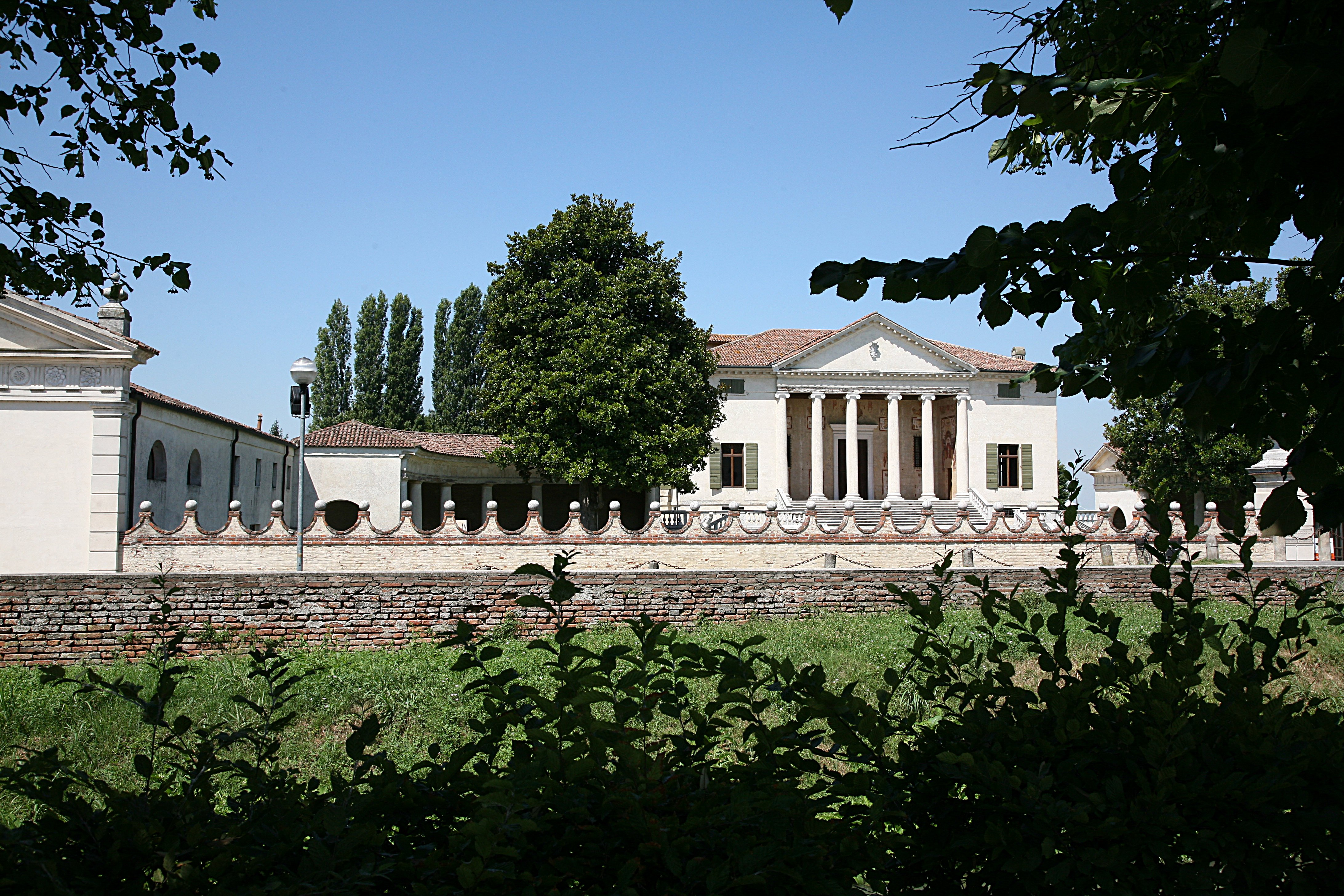
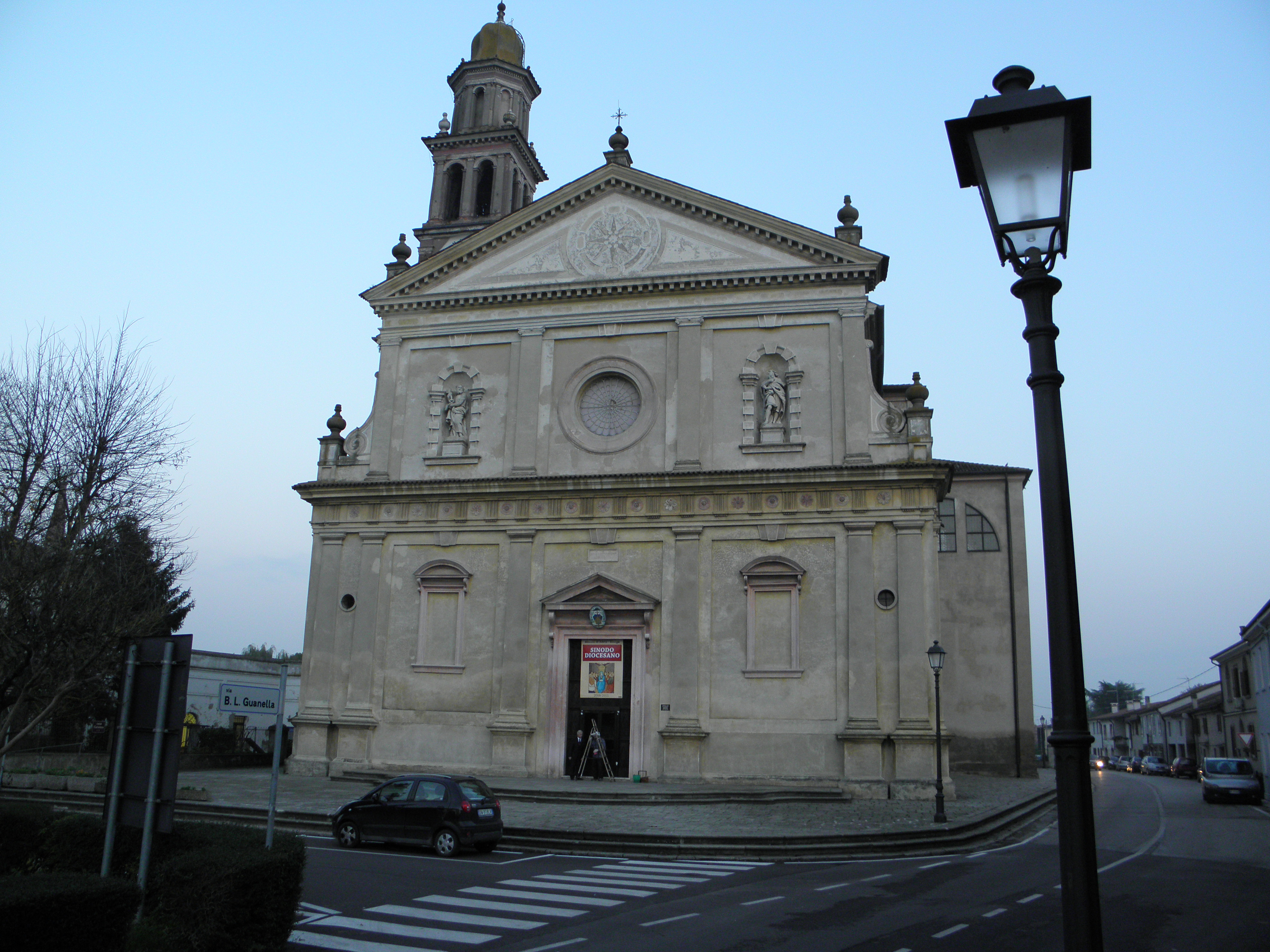
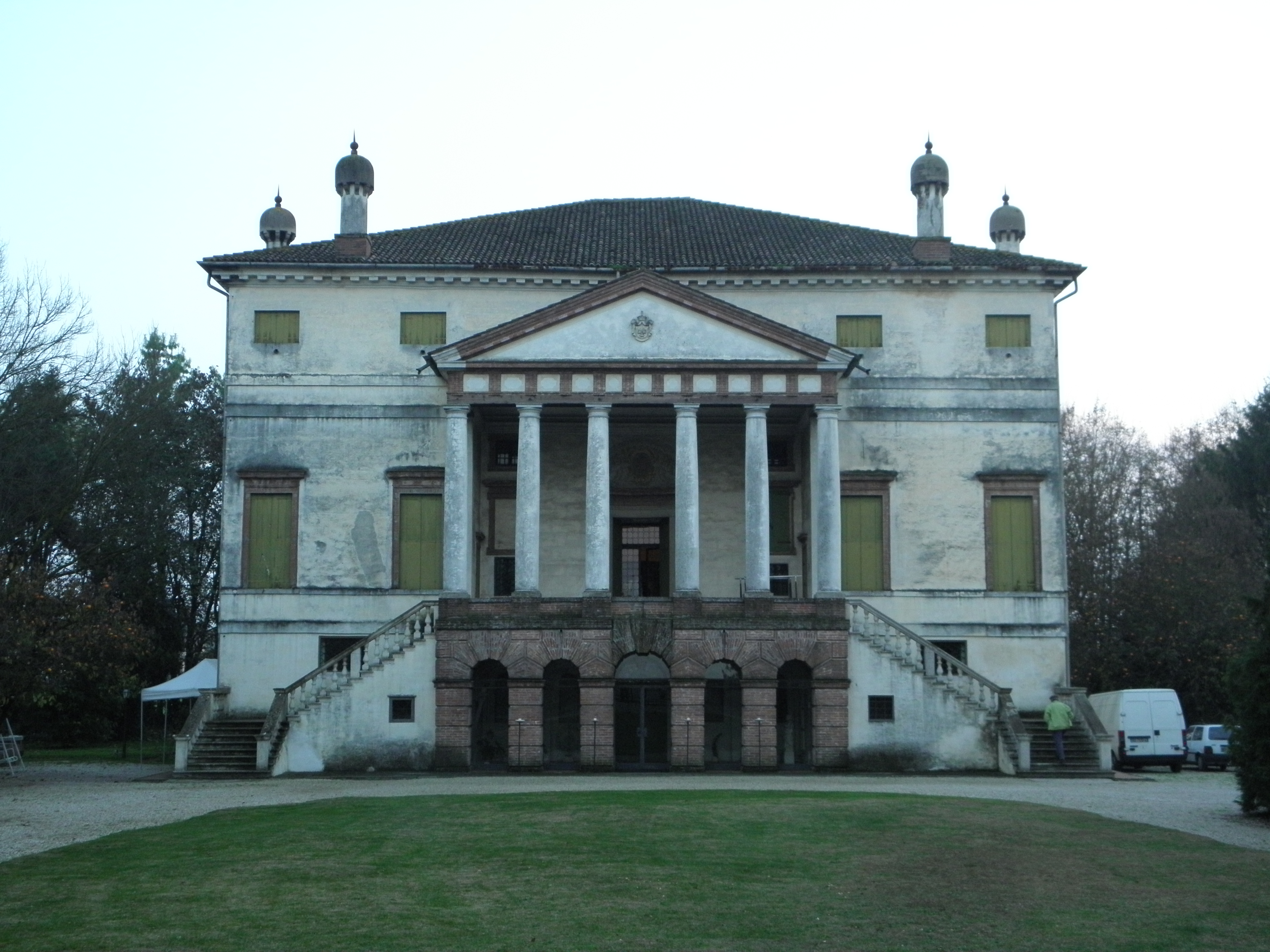

## Demografie
Fratta Polesine telt ongeveer 980 huishoudens. Het aantal inwoners daalde in de periode 1991-2001 met 7,2% volgens cijfers uit de tienjaarlijkse volkstellingen van ISTAT.
| Jaar | Inwoneraantal |
| ---- | ------------- |
| 1991 | 2960          |
| 2001 | 2746          |

## Geografie
De gemeente ligt op ongeveer 11 m boven zeeniveau.
Fratta Polesine grenst aan de volgende gemeenten: Costa di Rovigo, Lendinara, Pincara, San Bellino, Villamarzana, Villanova del Ghebbo.

## Beroemde burger
De socialistische politicus Giacomo Matteotti, die in 1924 in opdracht van Mussolini werd vermoord, werd in deze plaats geboren.